# Солнечное затмение и другие космические происшествия
«Солнечное затмение и другие космические происшествия» (фр. L'éclipse du soleil en pleine lune) — немой короткометражный фантастический фильм Жоржа Мельеса. Премьера состоялась во Франции 1907 года.

## Сюжет
Профессор астрономии читает лекцию о предстоящем солнечном затмении. Класс бросается на смотровую башню, чтобы стать свидетелем события, в котором антропоморфные Солнце и Луна собираются вместе. Луна и Солнце облизываются в ожидании наступления затмения, кульминацией которого является романтическая встреча двух небесных тел. На ночном небе висят различные небесные тела, в том числе планеты и луны; метеоритный дождь изображен с использованием призрачных фигур девушек. Профессор астрономии, потрясенный всем, чему он стал свидетелем, падает со смотровой башни. К счастью, он приземляется в бочку с дождевой водой, и его ученики оживляют его.

## Постановка
Некоторые сцены в "Затмении" первоначально были сняты Мельесом для фильма, заказанного для парижского мюзик-холла "Ла Сигале".[6]
Спецэффекты в "Затмении" были созданы с помощью сценического оборудования, пиротехники, замещающих сращиваний, наложений, растворений, вращающихся декораций и манекена для падения профессора.

## В ролях
- Жорж Мельес — профессор астроном
- Мадемуазель Бодсон в роли кометы
- Мануэль — классный руководитель